# バジリカ・ウルピア
バジリカ・ウルピア（ラテン語: Basilica Ulpia）は古代ローマ時代の公会堂で、ローマのトラヤヌスのフォルム内に建てられていた。同フォルムと同時期の112年頃完成したと推定されている。ローマ帝国第13代皇帝トラヤヌスの名マルクス・ウルピウス・ネルウァ・トラヤヌスに因んで名付けられている。

## 概要

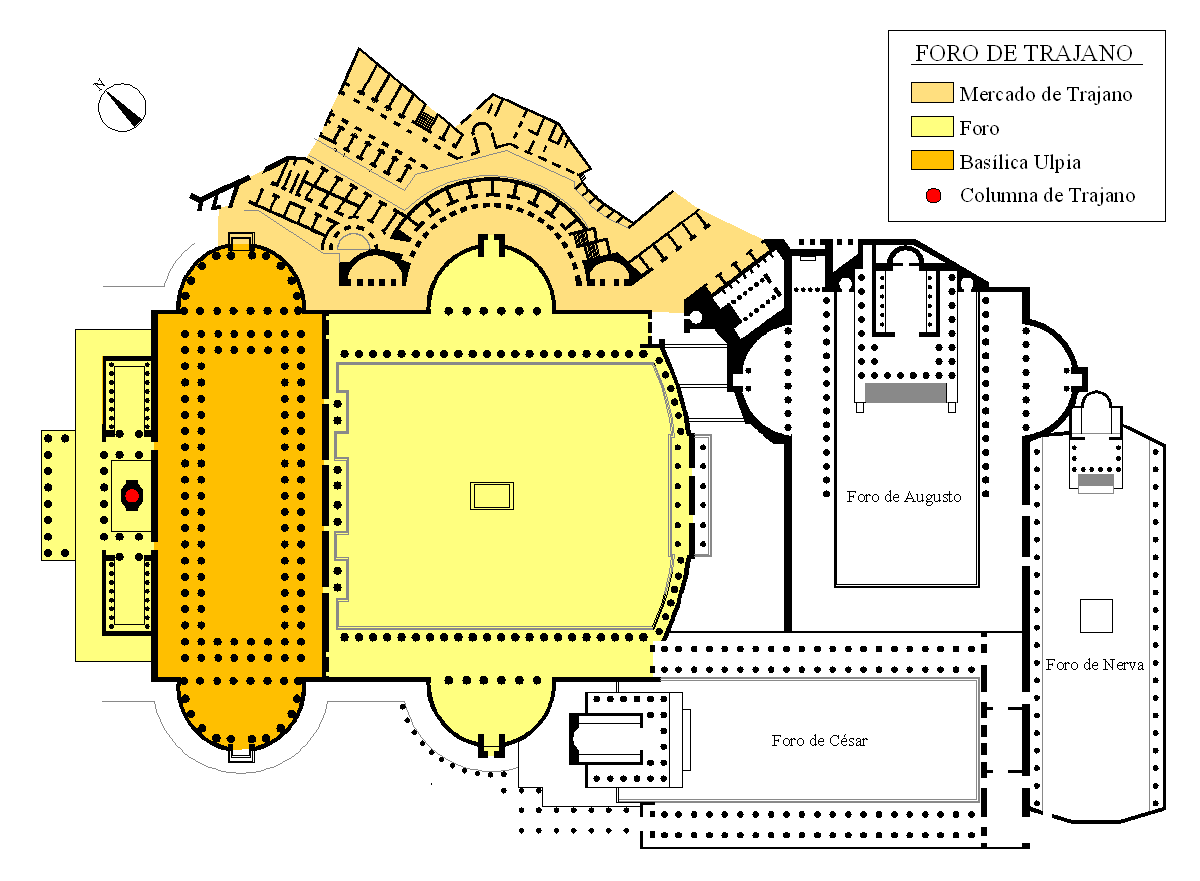
皇帝たちのフォルム内での位置
淡黄:トラヤヌスのフォルム, 橙色:バジリカ・ウルピア, 淡橙色:トラヤヌスの市場

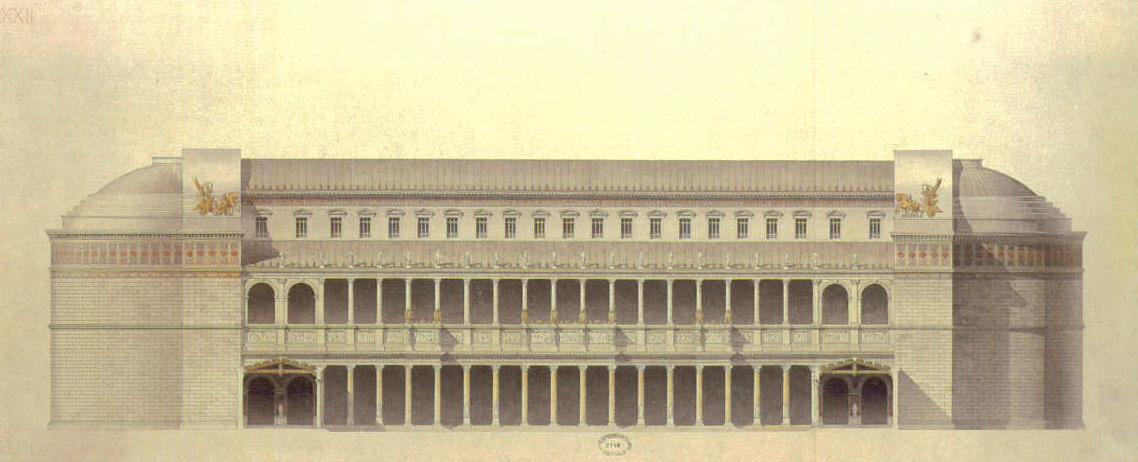
19世紀に描かれた想像図

バジリカ・ウルピアはローマ帝国の司法・行政を司る行政機関の建物であり、宗教関連施設ではない。フォルム・ロマヌムにあるバジリカ・アエミリアとバシリカ・ユリアが果たしていた司法・行政庁の中心機能は、4世紀にマクセンティウスのバジリカが建てられるまで、このバジリカに置かれていた。
バジリカ様式の建物の規模は117m×55mで、中央の身廊とそれを取り囲む両側の二重列柱廊で構成されていた。側廊で囲まれた身廊の採光のため、身廊上部は高窓（クリアストーリー:建築用語）となっていた。天井高さは50mであったと推定されている。バジリカ内部にはダキア戦争での戦利品が飾られていたようである。
後世、コンスタンティヌス1世によりキリスト教堂建築のモデルとされたため、バジリカ建築とキリスト教が結び付けられるようになった。